# Sapol Assawamunkong
Sapol Assawamunkong (สพล อัศวมั่นคง; nascido em 6 de dezembro de 1993), também conhecido como Great (เกรท), é um ator, modelo, MC e cantor tailandês. Ele é conhecido por seus papéis no filme Sang Krasue e nos dramas Rak Wan Ban Wun (2018), Song Naree (2019) e Manner of Death (2020).

## Início da vida e educação
Sapol Assawamunkong nasceu em Banguecoque, Tailândia. Ele se formou no ensino médio pela Bodindecha School (Sing Singhaseni). Ele é bacharel no Departamento de Gestão de Tecnologia pelo Sirindhorn International Institute of Technology.

## Carreira
Ele começou sua carreira no entretenimento em 2015. Ele competiu na competição The Cleo Most Eligible Bachelor 2016 e ganhou o primeiro prêmio.
Ele fez sua estreia como ator com o drama de 2015 Room Alone 2, interpretando Key. Em 2017, ele desempenhou um papel coadjuvante no drama Bangkok Love Stories: Please. Em 2018, ele assinou um contrato de 5 anos com o Channel 7 e estrelou o drama Rak Wan Ban Wun, onde reprisou seu papel como Saoek como o protagonista masculino. Ele então estrelou o drama Jao Sao Chang Yon no mesmo ano.
Em 2019, ele fez sua estreia na tela grande como um papel principal com o popular filme de terror romântico Sang Krasue. No mesmo ano, ele estrelou como um papel principal no drama Song Naree.
Em 2010, ele desempenhou papéis coadjuvantes em vários dramas Tawan Arb Dao, Prom Pissawat, Rahut Rissaya e Manner of Death. Ele recebeu críticas positivas por sua interpretação do Inspetor M em Manner of Death, o que o levou a aumentar sua popularidade. Ele lançou um dueto com Kao Noppakao intitulado "Too Little, Too Late" (คิดได้) no projeto 'Boyfriends' em setembro de 2020.

## Vida pessoal
Ele é um fã popular da Blink e da Lisa.

## Filmografia

### Cinema
| Ano  | Título                             | Personagem | Notas               |
| ---- | ---------------------------------- | ---------- | ------------------- |
| 2019 | How To Train Your Dragon 3         | Hiccup     | Dublagem tailandesa |
| 2020 | Sang Krasue                        | Jerd       | Papel principal     |
| 2021 | OM! Crush On Me! (อโยธยา มหาละลวย) | Thong      | Papel recorrente    |

### Televisão
| Ano  | Título                                       | Personagem                       | Canal     | Notas            |
| ---- | -------------------------------------------- | -------------------------------- | --------- | ---------------- |
| 2015 | Room Alone 2                                 | Key                              | One31     | Papel recorrente |
| 2017 | Bangkok Love Stories: Please                 | Pong                             | GMM 25    | Papel recorrente |
| 2017 | Por Yung Lung Mai Wahng                      | Cao Cao                          | Channel 3 | Papel convidado  |
| 2018 | Rak Wan Ban Wun                              | Saoek                            | Channel 7 | Papel principal  |
| 2018 | Jao Sao Chang Yon                            | Theeranun                        | Channel 7 | Papel recorrente |
| 2019 | Lhong Ngao Jun                               | Plathip/Pete                     | Channel 7 | Papel recorrente |
| 2019 | Song Naree                                   | Wisarn/"Sarn"                    | Channel 7 | Papel principal  |
| 2020 | Tawan Arb Dao                                | Mek                              | Channel 7 | Papel recorrente |
| 2020 | Prom Pissawat                                | Arnon/"Non"                      | Channel 7 | Papel recorrente |
| 2020 | Rahut Rissaya                                | Thanakorn/"Thana"                | Channel 7 | Papel recorrente |
| 2020 | Manner of Death                              | Jirapat Polpraseit (Inspector M) | WeTV      | Papel recorrente |
| 2022 | Miraculous 5 / Sao 5                         | Kring Khlongtakhian              | Channel 7 | Papel principal  |
| 2022 | Krong Nampueng                               | Saknarong                        | Channel 7 | Papel recorrente |
| 2022 | Catch Me Baby                                | Pipat (Phat)                     | WeTV      | Papel principal  |
| 2023 | Beauty Newbie                                | Saint                            | GMM 25    | Papel principal  |
| 2024 | Wandee Goodday                               | Yoryak Phadetseuk                | GMM 25    | Papel principal  |
| 2024 | Octo: Kanjo Sosakan Shinno Akari Temporada 2 | Krit Wonrat                      | GMM 25    | Papel recorrente |
| TBA  | Memoir of Rati                               | Thee                             | GMM 25    | Papel principal  |

### Séries curtas
| Ano  | Título                     | Personagem | Notas           |
| ---- | -------------------------- | ---------- | --------------- |
| 2020 | Fah Mee Ta: The One I Miss | Kung       | Papel principal |

### Aparições em videoclipes
| Ano  | Título               | Artista               |
| ---- | -------------------- | --------------------- |
| 2015 | หลุมรัก                | Instinct              |
| 2016 | ไว้ใจ                 | KLEAR                 |
| 2017 | ไกลเท่าเดิม            | Instinct              |
| 2018 | ทานข้าวกันไหม          | Palaphol Pholkongseng |
| 2019 | SRY(SORRY)           | ฟักกลิ้ง ฮีโร่ ft.Maiyarap |
| 2020 | พูดเหมือนจำ ทำเหมือนเดิม | New Jiew              |
| 2021 | หมดความหมาย          | Potato (banda)        |

## Discografia
| Ano  | Título             | Com | Notas                                                           |
| ---- | ------------------ | --- | --------------------------------------------------------------- |
| 2018 | รักหวานบ้านวุ่น        | Thanyawee Chunhasawasdikul | Rak Wan Ban Wun OST                                             |
| 2018 | ในเมื่อมันคือรัก        | Korakot Tunkaew | Jao Sao Chang Yon OST                                           |
| 2018 | ปันรัก “ด้วยสองมือเรา” | Artit Tangwiboonpanit, Varakorn Sawaskorn, Phattharapon Dejpongwaranon, Yotsawat Tawapee, Pimprapa Tangprabhaporn, Maylada Susri, Mookda Narinrak, Kharittha Sungsaopath, Ramida Teerapat | Montar o projeto 7 Cores, Compartilhando Amor pelo Mundo Ano 10 |
| 2020 | นอกสายตา           | | Prom Pissawat OST                                               |
| 2020 | คิดได้               | Noppakao Dechaphatthanakun |                                                                 |

## MC
Televisão
- 2017: SPOTLIGHT ON TV On Air Ch.7 (2017-2018)
- 2019: เส้นทางบันเทิง On Air Ch.7 (2019)

Online
- 2022: On Air YouTube:Great SAPOL

## Prêmios e indicações
| Ano  | Associações                         | Categoria                                             | Nomeações       | Resultado |
| ---- | ----------------------------------- | ----------------------------------------------------- | --------------- | --------- |
| 2015 | O Solteiro Mais Elegível Cleo 2016  | Ganhador                                              | —               | Venceu    |
| 2017 | Thailand Fever Awards 2017          | Prêmio de Estrela Masculina em Ascensão da Febre 2017 | Rak Wan Ban Wun | Venceu    |
| 2019 | The 17th STARPICS THAI FILMS AWARDS | Prêmio de Melhor Ator Coadjuvante                     | Sang Krasue     | Indicado  |
| 2019 | Kazz Awards 2018                    | Novo ramo quente (masculino)                          | —               | Indicado  |
| 2020 | Kazz Awards 2020                    | Prêmio de Ator Revelação do Ano                       | —               | Indicado  |
| 2020 | Kazz Awards 2020                    | Jovem Bang do Ano 2020                                | —               | Venceu    |